# Emu War

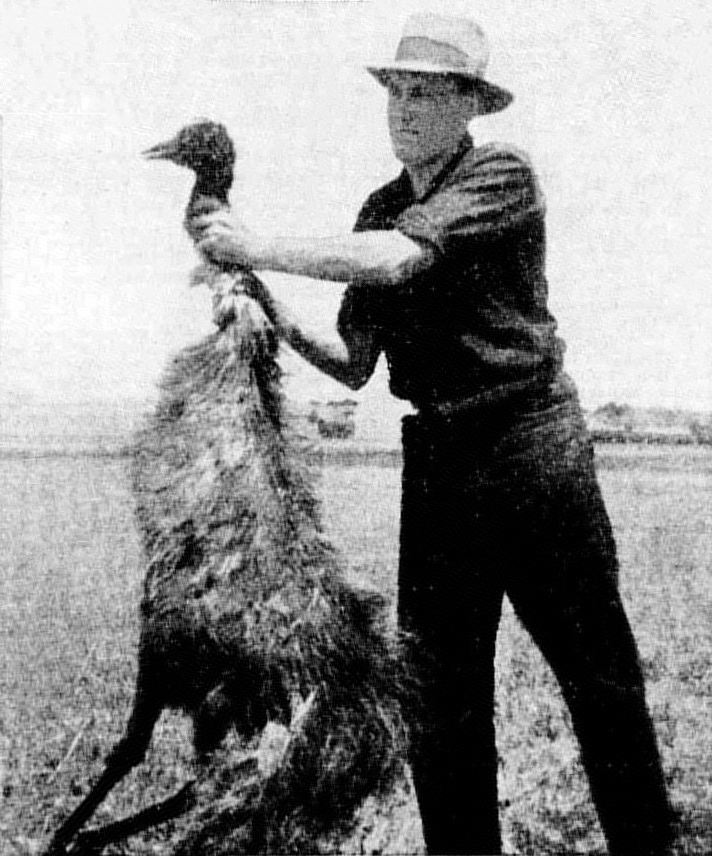
Australischer Soldat mit erlegtem Emu (November/Dezember 1932)

Als Emu War (deutsch Emukrieg), auch Great Emu War (deutsch Großer Emukrieg) und Emu Pest (deutsch Emuplage), bezeichnet man im britischen/australischen Sprachraum einen Einsatz der australischen Armee gegen eine Herde Großer Emus, der im letzten Quartal des Jahres 1932 in der Region des heutigen westaustralischen Weizengürtels stattfand.

## Emus

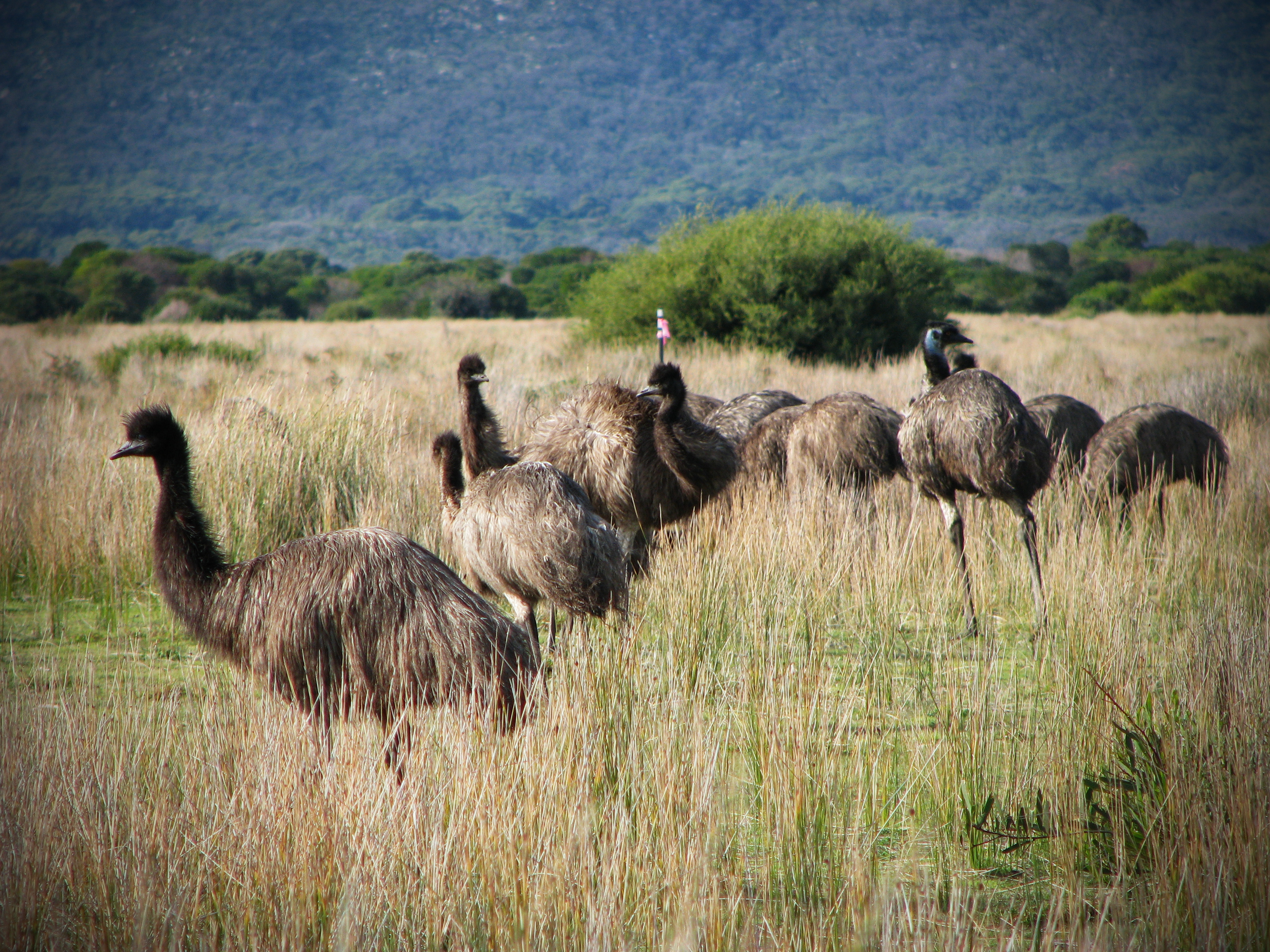
Gruppe Großer Emus

### Lebensweise
Die Großen Emus sind flugunfähige Vögel mit einer Größe von 150 bis 190 Zentimetern, die normalerweise als Einzeltiere leben. Sie wiegen 30 bis 45 Kilogramm. Den Lebensraum der tagaktiven Großen Emus bilden offene Eukalyptuswälder und Pflanzungen, Heideland und seltener trockene Ebenen oder Wüsten im gesamten Australien. Geschätzt wird, dass heute etwa 100.000 bis 200.000 dieser Vögel im Westen Australiens leben; das sind etwas mehr als zur damaligen Zeit, als sie noch bejagt wurden.
Die Emus, außer die brütenden Männchen, sind nicht ortsgebunden. Sie ziehen auf der Suche nach Nahrung umher und bewältigen dabei große Strecken. Emus fressen Nahrung mit vergleichsweise hohem Nährwert. Genutzt werden dabei sowohl ursprünglich in Australien einheimische Pflanzen als auch durch Europäer eingeführte. Zu den Anpassungen an ihren Lebensraum zählt die Fähigkeit der Emus, große Fettreserven anzulegen. Sie fressen den gesamten Tag über. Da sie täglich Wasser aufnehmen müssen, ziehen sie bei Wasserknappheit häufig Gewitterfronten nach. Verknappt sich das Nahrungsangebot, wird die Suche immer weiträumiger, und dann treffen die normalerweise einzelgängerischen Emus immer häufiger auf andere Artgenossen. Heute tritt die Herdenbildung kaum mehr auf, da die Wasserknappheit durch künstlich angelegte Wasserspeicher nachgelassen hat.

### Emu-Wanderungsbewegung in Western Australia

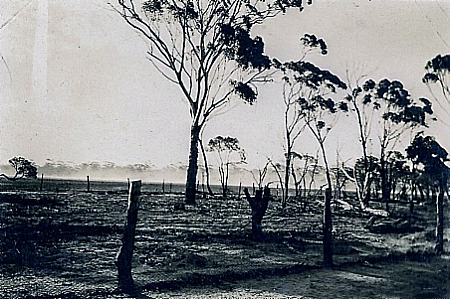
Durch Emus verursachte Brache (1932)

Die jährliche Wanderung der Emus in Western Australia vollzieht sich im australischen Sommer in südwestlicher und im Winter in nordöstlicher Richtung. Eine Emu-Herdenbildung entsteht statistisch betrachtet alle sieben Jahre. Das Heranwachsen einer großen Emu-Population und wenig Niederschläge bilden die Voraussetzung zur Herdenbildung. Die größte Herde in zurückliegender Zeit entstand im Jahr 1976 mit etwa 100.000 Emus. Bei Herdenbildung wird eine große Anzahl von Emus von Farmern erschossen oder sie verletzen sich tödlich bei der Überwindung von Zäunen, insbesondere heute an dem State Barrier Fence, einem 1.170 Kilometer langen Zaun.

## Konflikt

### Ablauf

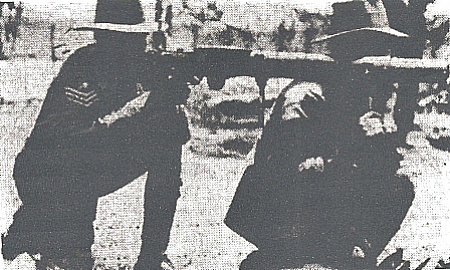
Zwei der beteiligten Soldaten mit einer Lewis Gun (November/Dezember 1932)

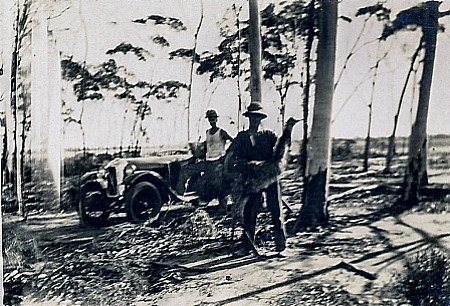
Soldaten mit erlegtem Emu (November/Dezember 1932)

Aufgrund lang anhaltender Trockenheit und großer Hitze setzte in Western Australia im Jahr 1932 die Herdenbildung von Emus ein. Die Herde drang bei ihrer Wanderungsbewegung in landwirtschaftlich genutzte Gebiete der Siedler ein und verursachte in der Gegend von Campion und Walgoolan Schäden auf den Weizenfeldern. Die Größe der Herde wurde auf ca. 20.000 Tiere geschätzt. Auf ihrer Nahrungs- und Wassersuche bewegten sie sich auf den Weizenfeldern und trampelten diese nieder. Da seit der Weltwirtschaftskrise von 1929 die Weizenpreise stark gefallen waren, bedrohte ihr Verhalten die Existenzgrundlage der Siedler. Die Siedler waren ehemalige Soldaten, die sich nach dem Ersten Weltkrieg in einem von der Regierung geförderten Ansiedlungsprogramm niedergelassen hatten. Sie beschwerten sich bei der Regierung von Western Australia und forderten einen militärisch durchgeführten Einsatz.
Als Reaktion darauf kamen ab dem 1. November 1932 drei Soldaten der 7. Schweren Batterie der Royal Australian Artillery, darunter Major C. W. P. Meredith, auf die Felder bei Campion. Der den Einsatz führende Major hatte vom australischen Verteidigungsministerium den Befehl erhalten, 100 Emuhäute zu beschaffen. Mit den Emufedern sollten die Hüte der leicht bewaffneten Kavallerie ausgestattet werden. Am 2. November 1932 berichteten australische Tageszeitungen von ersten Schüssen mit Maschinengewehren auf die Emus und verwendeten zum ersten Mal die Bezeichnung Emu War bzw. ‘war’ on emus. In den ersten Tagen erzielte das Militär wenige Treffer, verschoss dabei aber sehr viel Munition, und kurz darauf wurde der Einsatz beendet. Als sie erneut eingesetzt wurden, erlegten die mit leichten Maschinengewehren vom Typ Lewis Gun ausgerüsteten Soldaten beispielsweise am 13. und 14. November 40 Emus. Am 15. November erlegten sie keinen Emu, trotz hohen Munitionsverbrauchs. Dies war nicht erstaunlich, denn die Vögel erreichen eine Fluchtgeschwindigkeit bis zu 50 km/h. Viele Emus, die mehrfach getroffen wurden, flüchteten. Dies hängt vermutlich damit zusammen, dass ein Teil der Kugeln lediglich in die Fettschichten der Tiere eindrang und sie nicht unmittelbar tötete. Die Soldaten veränderten zwar ihre Taktik, aber auch die Emus veränderten ihr Verhalten, denn nun beobachteten einzelne Emus das Gelände und stießen bei Gefahr Warnrufe aus. Am 2. Dezember berichtete Meredith, dass pro Woche etwa 100 Emus erlegt worden seien. In seinem Bericht vom 10. Dezember nennt er 986 erlegte Emus und er nahm an, dass weitere 2.500 getroffene Vögel später verendet seien. In anderen Quellen wird die Anzahl der erlegten Emus unterschiedlich beziffert, sie reicht von einigen bis zu hunderten Tieren.
Der australische Verteidigungsminister George Pearce, der die militärische Maßnahme zur Beschaffung von Emufedern angeordnet hatte, wurde am 18. November 1932 im australischen Parlament verspottet. Er sei

“Minister for the Emu War. Let him get back to his emus.”

„Emu-Kriegs-Minister. Schickt ihn zu seinen Emus zurück.“

### Anschließende Maßnahmen bis heute
In den Jahren 1934, 1943 und 1948 forderten die Siedler von der Regierung erneut militärische Unterstützung zur Vertreibung von Emus an. Da die Maßnahmen gegen die Emus wie Einsatz von Maschinengewehren und Gift, Auslobung von Prämien für das Aufsammeln von Emueiern und Einfangen wenig effektiv waren, bewilligte die Regierung von Western Australia per Kabinettbeschluss im Jahr 1953 eine Summe von AU£ 52.000 zur Errichtung eines 135 Meilen langen Zauns. Er sollte südlich vor dem Salzsee Lake Moore in Ost-West-Richtung zwischen dem Rabbit-Proof Fence Nr. 1 und Nr. 2 geführt werden. Der 1957 begonnene und 1959 fertiggestellte Zaun erhielt den Namen Lake Moore Emu Fence.
Der historische Rabbit-Proof Fence, der Kaninchen und Dingos abhalten sollte, war Anfang des 20. Jahrhunderts entstanden. Er ist in jüngster Zeit zum sogenannten „State Barrier Fence“ mit einer Länge von 1.170 Kilometer im Südwesten von Western Australia verstärkt und ausgebaut worden. Die Regierung von Western Australia hat den jüngsten Ausbau des Zauns mit AU£ 6,5 Millionen gefördert. Der Ausbau des Zauns geht auf den politischen Druck der Farmer zurück, weil diese wiederum fürchten, dass ihre Ernteerträge durch Emus bedroht und ihr Vieh von wilden Tieren angefallen werden könnte. Gegen den Zaun wenden heute Umweltorganisationen ein, dass dieser ökologische Faktoren nicht berücksichtige, die man beim Bau des früheren Rabbit-Proof Fence noch nicht kannte. Nicht nur, dass Emus massenhaft bei der Überwindung des State Barrier Fence verenden oder von Farmern erschossen würden, sondern auch die Wegstrecken, die die Emus zurücklegen, hätten ökologische Auswirkung auf die Biodiversität in Zeiten des Klimawandels. Die Emus würden die Samen bedrohter Pflanzen verbreiten und damit ihren Erhalt sichern. Der gravierendste Mangel des neuen Zauns sei zudem die Abtrennung einer Fläche von 300 km² von den ökologisch bedeutsamen 160.000 km² großen Great Western Woodlands.